# Siby Mathew Peedikayil
Siby Mathew Peedikayil (Meloram, 6 dicembre 1970) è un vescovo cattolico e missionario indiano, dal 13 maggio 2021 6º vescovo di Aitape. È il primo presbitero degli Araldi della Buona Novella a diventare vescovo.

## Biografia

### Formazione e ministero sacerdotale
Nato nel 1970, è entrato nella società di vita apostolica degli Araldi della Buona Novella e ha pronunciato i voti il 3 luglio 1986. Ha completato la sua formazione sacerdotale in India, dove ha conseguito il diploma teologico presso il St. Albert's College di Ranchi nel 1994 ed è stato ordinato presbitero il 1° febbraio 1995.
Dopo l'ordinazione, ha conseguito un master in teologia nel 1996 e ha prestato servizio come direttore spirituale presso il Seminario di San Giuseppe in Andhra Pradesh fino al 1997. Nel 1998, è partito missionario per Papua Nuova Guinea, dove ha ricoperto l'incarico di rettore del seminario maschile della diocesi di Vanimo, diventandone, dal 2003 al 2004, vicario generale. Rientrato in India, è stato parroco e rettore del Seminario di San Giuseppe a Khammam dal 2004 al 2008. Dal 2008 al 2014 è stato superiore provinciale della Provincia di San Paolo. 
Nel 2014, è tornato in Papua Nuova Guinea nella diocesi di Vanimo. Dal 2015 è stato anche membro del Collegio dei Consultori e ha insegnato nuovamente presso il seminario san Carlo Borromeo. Dal 2018 ha nuovamente ricoperto la carica di vicario generale della diocesi di Vanimo.

### Ministero episcopale
Il 13 maggio 2021, papa Francesco lo ha nominato vescovo di Aitape. Il 26 settembre successivo è stato consacrato vescovo dal cardinale John Ribat, arcivescovo di Port Moresby, co-consacranti l'arcivescovo di Madang, Anton Bal, e il vescovo di Bereina Otto Separy.

## Genealogia episcopale
La genealogia episcopale è:
- Cardinale Scipione Rebiba
- Cardinale Giulio Antonio Santori
- Cardinale Girolamo Bernerio, O.P.
- Arcivescovo Galeazzo Sanvitale
- Cardinale Ludovico Ludovisi
- Cardinale Luigi Caetani
- Cardinale Ulderico Carpegna
- Cardinale Paluzzo Paluzzi Altieri degli Albertoni
- Papa Benedetto XIII
- Papa Benedetto XIV
- Cardinale Enrico Enriquez
- Arcivescovo Manuel Quintano Bonifaz
- Cardinale Buenaventura Córdoba Espinosa de la Cerda
- Cardinale Giuseppe Maria Doria Pamphilj
- Papa Pio VIII
- Papa Pio IX
- Cardinale Alessandro Franchi
- Cardinale Giovanni Simeoni
- Cardinale Antonio Agliardi
- Cardinale Basilio Pompilj
- Cardinale Adeodato Piazza, O.C.D.
- Cardinale Sergio Pignedoli
- Vescovo Gérard-Joseph Deschamps, S.M.M.
- Cardinale John Ribat, M.S.C.
- Vescovo Siby Mathew Peedikayil, H.G.N.